# Vincenzo Mario Palmieri
Vincenzo Mario Palmieri (Brescia, 16 luglio 1899 – Napoli, 23 dicembre 1994) è stato un medico e politico italiano.

## Biografia

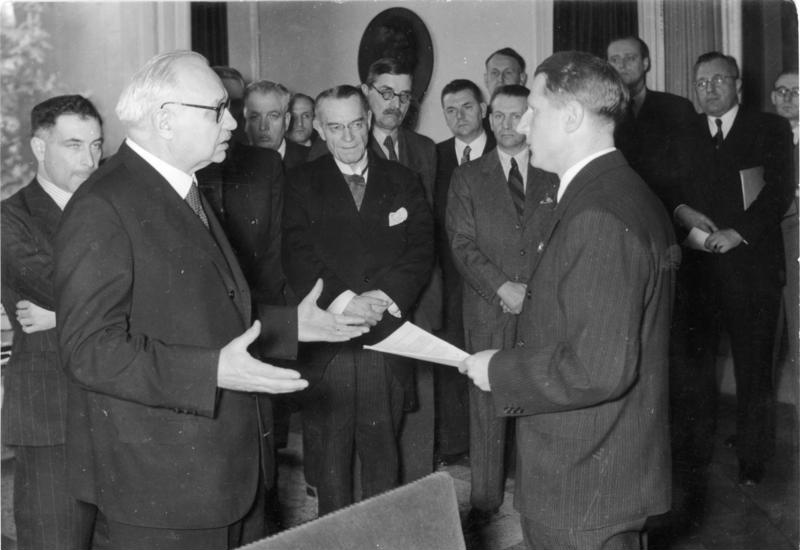
Palmieri (il primo a sinistra in secondo piano) in una riunione dei membri della Commissione internazionale che indagò sul massacro di Katyń, 1943. In primo piano l'ungherese Ferenc Orsós (a sinistra) e il capo della Sanità della Germania nazista Leonardo Conti (a destra).

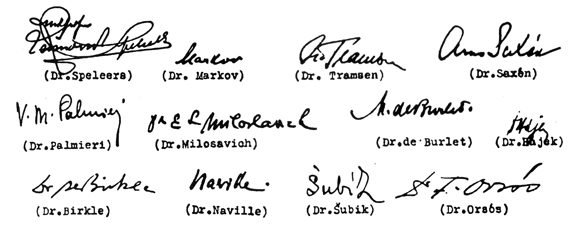
Le firme di Palmieri e degli altri membri della Commissione internazionale, 1943

Laureatosi in medicina nel 1922. Allievo di G. Galeotti e di G. Corrado a Napoli, si perfezionò alla scuola di Etienne Martin (Lione) e F. Strassmann (Berlino), a Vienna e a Strasburgo, conseguendo la libera docenza in medicina legale nel 1927. Fu direttore dell'Istituto di Medicina legale dell'Università di Sassari, nel 1935 e 1936 e dal 1936 al 1941 di quella di Bari. Dal dicembre 1941 fu docente di medicina legale presso l'Università di Napoli e docente alla Scuola libera medico-chirurgica napoletana.
Fu fondatore e direttore dell'Istituto cattolico di cultura; presidente del Circolo Universitario cattolico napoletano, dal 1920 al 1922; presidente generale della FUCI dal 1922 al 1924 e della Confederazione Universitaria Cattolica Internazionale «Pax Romana» dal 1923 al 1925.
Ha ricoperto l'incarico di redattore capo della «Rassegna internazionale di chimica e terapia» e redattore di «Riforma medica». Collaborò a numerose riviste scientifiche e fu socio di diverse accademie italiane e straniere. Pubblicò oltre 100 monografie su tanatologia forense, ematologia, tossicologia, patologia, assicurazioni sociali.
Fece parte della commissione di esperti organizzata dalla Croce Rossa, su sollecitazione delle autorità tedesche, che durante la seconda guerra mondiale indagò sul massacro di Katyn', perpetrato dall'NKVD sovietico; inizialmente divulgato dall'apparato della propaganda di Joseph Goebbels nella primavera 1943, l'eccidio fu fonte di grandi polemiche tra gli Alleati.
Esponente della Democrazia Cristiana, ricoprì la carica di sindaco di Napoli dal 10 ottobre 1962 al 30 luglio 1963.

## Riconoscimenti
- 1976 riceve dalla Fondazione Adone Zoli la targa COERENZA

## Opere
- Palmieri V.M. (1970) Fasti napoletani nello sviluppo dell'antropologia criminale, dai tempi andati a quelli attuali, “Quaderni di criminologia clinica”, 2, pp. 269–279.
- Palmieri V.M. (1957) Dall'assicurazione alla sicurezza sociale, Roma, Inam.
- Palmieri V.M. (1955) Medicina legale canonistica Napoli, Morano
- Palmieri V.M. (1936) Medicina forense, Napoli, Morano.
- Palmieri V.M. (1933) L'alcolismo come problema medico-legale, Milano, Ies.